# NTTレゾナント
エヌ・ティ・ティレゾナント株式会社（NTTレゾナント、英文社名：NTT Resonant Incorporated）は、東京都千代田区にかつて存在したNTTグループの企業である。ポータルサイト「goo」、ECサイト「NTT-X Store」の運営を行っていた。
2022年7月1日より、NTTコミュニケーションズに代わり、NTTドコモの完全子会社となった。また同日、NTTコミュニケーションズからインターネットサービスプロバイダ「OCN」の個人向けサービスの運営を引き継いだ（法人向けサービスは引き続きNTTコミュニケーションズ）。翌2023年7月1日付でNTTドコモへ吸収合併されて消滅した。

## 沿革
- 2003年12月 - 会社設立。
- 2004年3月 - ポータルサイト「goo」を運営するNTT-X（株式会社エヌ・ティ・ティエックス）と映像配信サービス「BROBA」を運営するNTT-BB（エヌ・ティ・ティブロードバンドイニシアティブ株式会社）（NTT-XはNTT東日本系、NTT-BBはNTT系）の営業を譲受。同年4月1日から事業開始。
- 2006年
  - 4月18日 - ウィキペディアと提携した検索サービスの提供を開始。
  - 8月1日 - NTTグループの持株会社の日本電信電話の完全子会社から、NTTコミュニケーションズの完全子会社となる。
- 2007年12月12日 - 携帯電話向けのサイト提供事業者を対象にウェブインターフェース制作支援サービスの提供を開始[9]。
- 2008年6月30日 - ポータルサイト「goo」において、自然文でウィキペディアが検索できる「goo Wikipedia自然文検索」の提供を開始[10]。
- 2010年4月14日 - NTTドコモのiモード向けWebメールサービス、ドコモWebメールをgooメールのプラットフォームを利用して提供開始。
- 2022年
  - 1月4日 - 田町にあった本社と渋谷オフィスを統合し、大手町ファーストスクエアイーストタワーに移転。
  - 7月1日 - NTTコミュニケーションズが提供していたMVNO事業・ISP事業のうち、個人向けサービス事業（OCN）をNTTレゾナントに移管するとともに、NTTドコモの100%子会社となる[6][7]。
- 2023年7月1日 - NTTドコモに吸収合併され、消滅[3]。

## 製品
- 「オンライン会議センシング」と「AIロールプレイング診断」

withコロナの時代にマッチした感情分析AIである。
- 「AI suite」

知能や感性を持つAIである。

## 関連会社
- NTTレゾナントテクノロジー株式会社[12]
- 株式会社クロスリスティング[13]